# Anotogaster sieboldii
Anotogaster sieboldii – gatunek dużej ważki z rodziny szklarnikowatych (Cordulegastridae).
Występuje w Azji Wschodniej – w Chinach, na Tajwanie, w Japonii, Korei Południowej, być może także w Północnej. W południowych Chinach jest gatunkiem dość pospolitym. W Japonii jest największą z tamtejszych ważek.